# Enrico Morin
Pour les articles homonymes, voir Morin.
Enrico Costantino Morin (Gênes, 5 mai 1841 - Forte dei Marmi, 13 septembre 1910) était un vice-amiral et un homme politique italien.
Il a été sénateur du royaume d'Italie et ministre de la Marine italienne entre 1893 et 1903, ministre des Affaires étrangères en 1903 et ministre de la Guerre par intérim, pendant quelques jours, en 1902.

## Biographie
Enrico Costantino Morin est né à Gênes en 1841 et, comme beaucoup d'autres habitants de la ville à l'époque, il s'est engagé très tôt dans une carrière militaire dans la marine de la Savoie, obtenant son diplôme de l'école navale de Gênes le 7 novembre 1852.
Il s'illustre, en tant que lieutenant (Terente), dans la campagne de 1860-61 puis, en tant que commandant du Garibaldi, dans un tour du monde (1879-82) ; sa décision courageuse, au retour, de traverser le canal de Suez pourtant bloqué par des mines à cause de la révolde de 'Orabī Pascià a un large écho.
Après avoir combattu la dernière phase de la deuxième guerre d'indépendance italienne, il devient professeur de tactique navale et de balistique à l'école navale de Gênes à partir du 5 février 1863, puis d'art naval à l'école de guerre de Turin, restant en service permanent jusqu'en 1866, date à laquelle il est appelé à participer aux combats de la troisième guerre d'indépendance. Pour ses mérites, il devient chef de division au ministère de la Marine (20 mai 1867 - 1er novembre 1878).
Il devient ensuite directeur du département de l'artillerie et des torpilleurs à La Spezia du 11 novembre 1882 au 1er février 1885. En 1888, il est nommé contre-amiral (contrammiraglio) et, à partir du 22 février 1891, il devient commandant de l'Académie navale de Gênes, poste qu'il occupe jusqu'au 16 décembre 1893.
Le 24 octobre 1893, il est nommé vice-amiral (Viceammiraglio) et reste en service actif jusqu'au 30 avril 1906, date à laquelle il est placé en position d'auxiliaire.
En raison de ses compétences, il est nommé ministre de la Marine italienne. Il reste en fonction dans deux cabinets Crispi (1893-94 et 1894-96) et dans les cabinets Saracco (1900-01) et Zanardelli (1901-03), puis devient ministre des Affaires étrangères pendant quelques mois au cours de l'année 1903. Il est également ministre de la Guerre par intérim, pour une courte période, à partir d'avril 1902.
Il est mort en 1910 à Forte dei Marmi, où il s'était retiré dans la vie privée les dernières années de sa vie.

### Promotions militaires
- Garde-marine (Guardiamarina) (royaume de Sardaigne) : 19 juillet 1855
- Sous-lieutenant de vaisseau (Sottotenente di vascello) (royaume de Sardaigne) : 17 mai 1859
- Lieutenant de vaisseau (Tenente di vascello) (royaume de Sardaigne) : 17 novembre 1860
- Capitaine de frégate (Capitano di fregata) : 17 septembre 1871
- Capitaine de vaisseau (Capitano di vascello) : 30 juin 1878
- Contre-amiral (Contrammiraglio) : 6 novembre 1888
- Vice-amiral (Viceammiraglio) : 24 octobre 1893-30 avril 1906. Placé en position d'auxiliaire)

### Fonctions et titres
- Professeur de tactique navale à l'École navale (5 février 1863)
- Chef de division au ministère de la Marine (20 mai 1867-1 novembre 1878)
- Directeur de l'artillerie et des torpilles à La Spezia (11 novembre 1882-1 février 1885)
- Commandant de l'Académie navale (22 février 1891-16 décembre 1893)

## Décorations
- Chevalier grand-croix décoré du grand cordon de l'ordre des Saints-Maurice-et-Lazare
- Chevalier grand-croix décoré du grand cordon de l'ordre de la Couronne d'Italie
- Médaille d'argent de la valeur militaire
- Médaille du mérite mauricienne pour une carrière militaire de 10 ans
- Croix d'or avec couronne royale pour ancienneté (40 ans)
- Médaille d'or d'honneur pour longue navigation en mer (20 ans)
- Médaille commémorative des campagnes des guerres d'indépendance (1 barrette)
- Médaille commémorative de l'unification de l'Italie

## Source
- (it) Cet article est partiellement ou en totalité issu de l’article de Wikipédia en italien intitulé « Enrico Morin » (voir la liste des auteurs).